# 南景站
南景輕軌站（英語：South View LRT Station，代號BP2）是新加坡輕軌系統武吉班讓輕軌上的一個輕軌站，本站由SMRT營運。本站於1999年6月11日完工，並於同年11月6日正式啟用。本站、蔡厝港站、吉豐站、德惠站均會服務蔡厝港區的居民。
南景輕軌站共有前往2個方向的列車，一個方向前往蔡厝港站，但途經法嘉站﹔另一方向也是前往蔡厝港站，但只有一站之距。

## 車站樓層
| L2 | 側式站台，左側開門 | 側式站台，左側開門                                                                        |
| L2 | 站台2 「交替服務」 | 武吉班讓輕軌：服務A經信佳往蔡厝港（吉豐站） · 武吉班讓輕軌：服務B經柏提往蔡厝港（吉豐站） |
| L2 | 站台1              | 武吉班讓輕軌往蔡厝港（終點站）                                                            |
| L2 | 側式站台，左側開門 |                                                                                           |
| L1 | 地面層             | 檢票口、自動售票機、商店                                                                  |

## 出口
| 出口編號 | 建議前往的目的地 | 照片 |
| -------- | ---------------- | ---- |
| A        |                  |      |

## 交通連接

### 輕軌
| 站台         | 首班車 | 首班車 | 首班車            |  | 末班車  |
| ------------ | ------ | ------ | ----------------- |  | ------- |
|              | 一－六 |        | 星期日及 公定假日 |  | 每日    |
| 武吉班讓輕軌 |        |        |                   |  |         |
| 站台1        | 5.11am |        | 5.30am            |  | 12.53am |
| 站台2        | 5.14am |        | 5.33am            |  | 12.56am |